# 莱姆斯通县 (亚拉巴马州)
莱姆斯通县（英語：Limestone County）是位于美国亚拉巴马州北部的一个郡，县治阿森斯。根据美国普查局2020年的统计，共有人口10萬3,570人，其中白人占83.79%、非裔美国人占13.33%。